# Malouetia arborea
Malouetia arborea là một loài thực vật có hoa trong họ La bố ma. Loài này được (Vell.) Miers mô tả khoa học đầu tiên năm 1878.